# Calathea allouia
Espèce
Calathea allouia, le topinambour de Cayenne, est une espèce de plantes dicotylédones de la famille des Marantaceae, originaire d'Amérique tropicale.

## Description

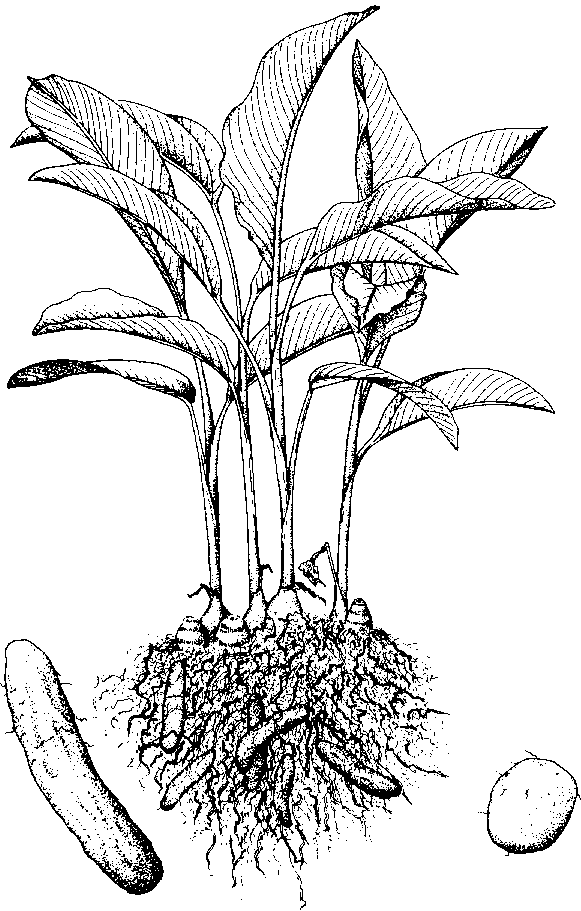
Calathea allouia, illustration botanique.

Calathea allouia est une plante vivace qui atteint environ 1 m de haut. Elle produit des racines tubéreuses de forme ovoïde à l'extrémité de racines fibreuses.
Les feuilles sont grandes, atteignant 60 cm de long su 20 cm de large.
Les Amérindiens utilisaient les feuilles persistantes pour produire des médicaments traditionnels et des vêtements pour bébés.
La plante se reproduit habituellement par des rhizomes qui produisent des pousses et de nouvelles plantes.

## Distribution
L'aire de répartition originelle de Calathea allouia comprend les Antilles (Cuba, Hispaniola, Porto Rico, les Petites Antilles, Trinité-et-Tobago) et le nord de l'Amérique du Sud (Venezuela, Colombie, Équateur, Pérou et Brésil).
L'espèce est considérée comme naturalisée à la Jamaïque,,,,,,.

## Utilisation
Les rhizomes sont consommés cuits. Les feuilles ont des usages médicinaux. Il est également utilisé comme ombrage dans les plantations de café.

## Taxinomie

### Synonymes
- Goeppertia allouia (Aubl.) Borchs. & S.Suárez Syst. Bot. 37(3): 629. (2012)[10]

Selon Catalogue of Life (21 novembre 2016) :
- Allouya americana (Lam.) A.Chev.
- Curcuma americana Lam.
- Maranta allouia Aubl.
- Maranta niveiflora A.Dietr.
- Maranta semperflorens Horan.
- Phrynium allouia (Aubl.) Roscoe
- Phyllodes allouia (Aubl.) Kuntze

### Liste des variétés
Selon Tropicos (21 novembre 2016) :
- variété Calathea allouia var. violacea (Lindl.) Woodson